# Glorious
"Glorious" foi o primeiro e único single tirado da coletânea de Natalie Imbruglia intitulada Glorious: The Singles 1997-2007. 

## Lançamento
Em maio de 2007, uma versão demo da canção, cotada inicialmente para o quarto álbum de inéditas de Natalie, vazou em sites na internet. Pouco tempo depois, a gravadora anunciou que "Glorious" faria parte da primeira coletânea de singles da cantora. O anúncio foi feito também na página oficial de Natalie no Myspace. 
Imbruglia apresentou a canção pela primeira vez em 5 de julho de 2007, no programa de tevê inglês The Graham Norton Show. O compacto foi lançado comercialmente em 27 de agosto de 2007, sendo antecedido por uma versão acústica, disponível digitalmente por meio da iTunes Store.

## CD Single
- Promocional

1. "Glorious"

- Reino Unido

1. "Glorious"
2. "That Girl"

- Digital

1. "Glorious"
2. "That Girl"
3. "Identify"

## Paradas musicais
"Glorious" foi o décimo single consecutivo da cantora a estrear no Top 40 da parada britânica, tendo atingido a posição #23. Nas rádios, a música ficou no Top 5 das mais tocadas no Reino Unido.
Na Austrália, o single foi lançado apenas em formato digital e entrou no Top 40 de downloads. Já na Itália, a música atingiu o #9 da parada de singles, ficando por 6 semanas no Top 20.
| Parada semanal (2007)                         | Posição |
| --------------------------------------------- | ------- |
| Austrália (Digital Singles Chart)             | 38      |
| Bélgica (Ultratip Bubbling Under de Flandres) | 10      |
| Bélgica (Ultratip Bubbling Under da Valônia)  | 10      |
| República Checa (Rádio Top 100)               | 40      |
| Escócia (Scottish Singles Chart)              | 15      |
| Eslováquia (Rádio Top 100)                    | 10      |
| Europa (Billboard European Hot 100 Singles)   | 64      |
| Irlanda (IRMA)                                | 50      |
| Itália (FIMI)                                 | 9       |
| Suíça (Schweizer Hitparade)                   | 92      |
| Reino Unido (UK Singles Chart)                | 23      |
| Reino Unido (UK Airplay Chart)                | 5       |
| Rússia (Tophit)                               | 112     |